# Heinrich Thon
Heinrich Thon (Neumünster, 1872 — Kiel, 1939) foi um jurista alemão.